# Ribalba
Ribalba es un despoblado español de la provincia de Soria.

## Historia
Hacia mediados del siglo XIX, el lugar, ya por entonces despoblado, pertenecía a Fuentearmegil. Aparece descrito en el decimotercer volumen del Diccionario geográfico-estadístico-histórico de España y sus posesiones de Ultramar de Pascual Madoz con las siguientes palabras:

RIBALBA: desp. en la prov. de Soria, part. jud. del Burgo de Osma, térm. jurisd. de Fuente Armegil: sobre la pertenencia del térm. de este desp. han sostenido un ruidoso pleito los pueblos de Fuencaliente y el precitado de Fuente Armegil, habiendo este obtenido providencia favorable en la aud. del terr.
(Madoz, 1849, p. 457)